# Basilica di Santa Maria delle Vigne
La basilica di Santa Maria delle Vigne (originariamente: Sancta Maria in Vineis), una delle più antiche chiese cattoliche di Genova, in Liguria.
È un edificio religioso situato in piazza delle Vigne, nel quartiere della Maddalena. La sua comunità parrocchiale fa parte del vicariato "Centro Ovest" dell'arcidiocesi di Genova. La festività più importante celebrata nella basilica è quella della Presentazione di Maria al tempio, che ricorre il 21 novembre.

## Storia

### Le origini
Situata fuori della primitiva cinta muraria di epoca carolingia, in quello che oggi è il cuore del centro storico, a breve distanza dall'allora cattedrale extraurbana di San Siro e dal rio di Soziglia, la basilica è considerata il più antico santuario mariano di Genova (Prima Aedes Januae Deiparae dicata): sembra infatti che una cappella intitolata alla Vergine fosse stata edificata in questo luogo già nel VI secolo, in seguito a un'apparizione mariana avvenuta, secondo la tradizione, ad Argenta del casato Grillo.
Sul sito di questo primo edificio sacro pochi anni prima dell'anno Mille fu costruita la chiesa, chiamata "S. Maria delle Vigne" perché situata al centro di una zona esterna alle mura coltivata a vigneti (extra muros Janue apud rivum Suxilie ubi erant vinee).

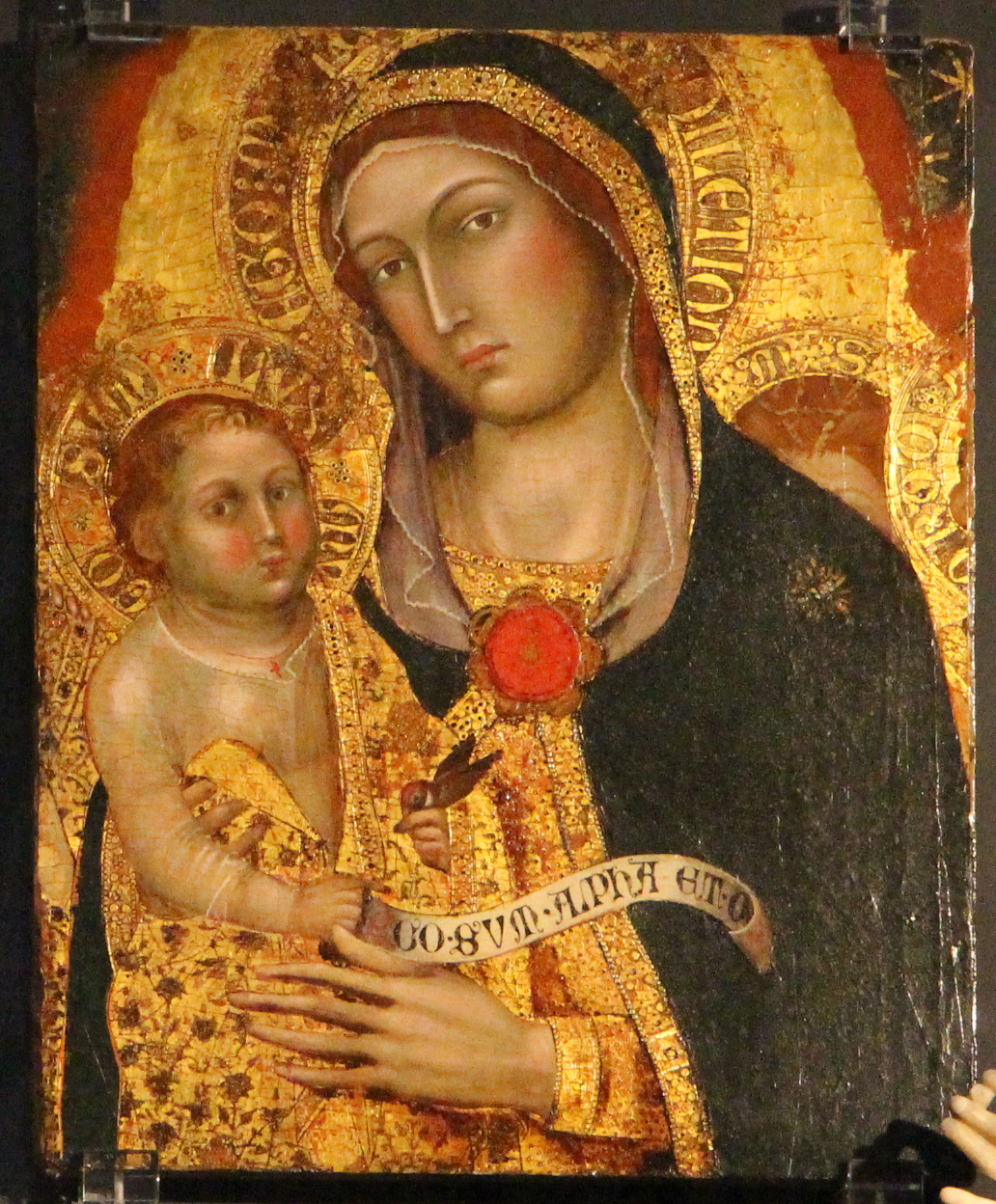
Taddeo di Bartolo
Madonna col Bambino, XIV secolo

Il podere su cui sorgeva la cappella apparteneva intorno alla metà del X secolo a Idone, visconte del Comitato genovese della Marca obertenga, che lo cedette al figlio Oberto il quale, insieme a Guido di Carmandino, intorno al 980 promosse la costruzione della nuova chiesa sul sito dell'antica cappella, come attestato da una lapide posta sul muro laterale della chiesa anche se le prime notizie ufficiali del nuovo edificio sacro risalgono al Registrum Curiae del 1083. Fin dagli inizi fu istituita nella chiesa una collegiata, di cui si hanno notizie in un documento del 1061, dove è citata come già esistente da tempo. Una bolla di papa Onorio III, nel 1222 fissa a 12 il numero dei canonici e stabilisce le regole della comunità. Al prevosto del Capitolo delle Vigne è ancora oggi attribuito il titolo di Prelato d'onore di Sua Santità.
Il borgo sorto attorno alla chiesa nel XII secolo fu inglobato insieme a quello di San Siro nel tessuto urbano della città che andava estendendosi al di fuori della cinta muraria carolingia. Consacrata nel 1117, nel 1147, pochi anni prima che le nuove "mura del Barbarossa" la racchiudessero entro la cerchia cittadina, la chiesa divenne parrocchiale di quello che in breve tempo sarebbe diventato uno dei più animati quartieri commerciali prossimi al porto. Allo stesso periodo risale la costruzione del campanile, unica struttura romanica rimasta dopo le trasformazioni avvenute nei secoli successivi.
Fu più volte rimaneggiata a partire dal XIII secolo, periodo al quale risale l'originario tetto a capriate ancora esistente sopra la volta seicentesca della navata centrale. Le prime significative modifiche all'originario complesso romanico si ebbero a partire dal 1585, quando su iniziativa della famiglia Grillo, benefattrice della Collegiata, venne deciso l'ampliamento della zona absidale fino all'area del cimitero retrostante. Contestualmente, vennero ampliate le due absidi laterali con la realizzazione delle attuali cappelle che affiancano l'altare maggiore. I lavori di ampliamento furono finanziati da Agapito Grillo e realizzati dall'architetto Gaspare della Corte. La Cappella del Crocifisso ha un rivestimento marmoreo del 1587, opera di Taddeo Carlone.

### Il rifacimento seicentesco
Soltanto una cinquantina di anni dopo questi lavori, intorno alla metà del Seicento, il cardinale Stefano Durazzo, in visita pastorale, constatò un degrado del complesso disponendo l'esecuzione di nuovi lavori.
Tali opere, riguardanti in particolare l'apertura di tre finestroni semicircolari e il completo rifacimento delle navate, con la totale sostituzione delle colonne e la costruzione della cupola, vennero affidate all'architetto Daniele Casella. Con la trasformazione dell'interno in stile barocco vennero totalmente ristrutturate da parte delle confraternite e delle famiglie nobili anche le cappelle e gli altari laterali, arricchiti con dipinti e sculture (le volte saranno affrescate solo nel successivo XVIII secolo).

### Dall'Ottocento ai giorni nostri
Intorno al 1820 furono completati gli affreschi nelle volte; tra il 1841 e il 1848 la chiesa ebbe una nuova facciata marmorea, in stile neoclassico, eretta su disegno di Ippolito Cremona. Dopo la realizzazione della facciata l'edificio non ha più subito sostanziali modifiche.
Papa Giovanni Paolo II, con un suo breve dell'8 gennaio 1983, ha conferito alla chiesa il titolo di Basilica minore.

## Descrizione
I numerosi rimaneggiamenti hanno fatto della chiesa di Santa Maria delle Vigne un edificio completamente diverso dall'originario in stile romanico, di cui sono rimaste tracce, oltre al campanile, unica parte conservata completamente integra dal tempo della sua costruzione, nei muri perimetrali, nella volta e sotto la pavimentazione. Farebbe parte della struttura originaria anche una colonna di marmo verde di Levanto sulla quale è collocata l'immagine della "Madonna della Vita", risalente al XIV secolo. La colonna, secondo l'Alizeri, sarebbe stata conservata proprio per la presenza di questa immagine, molto venerata dai fedeli.

### Esterno

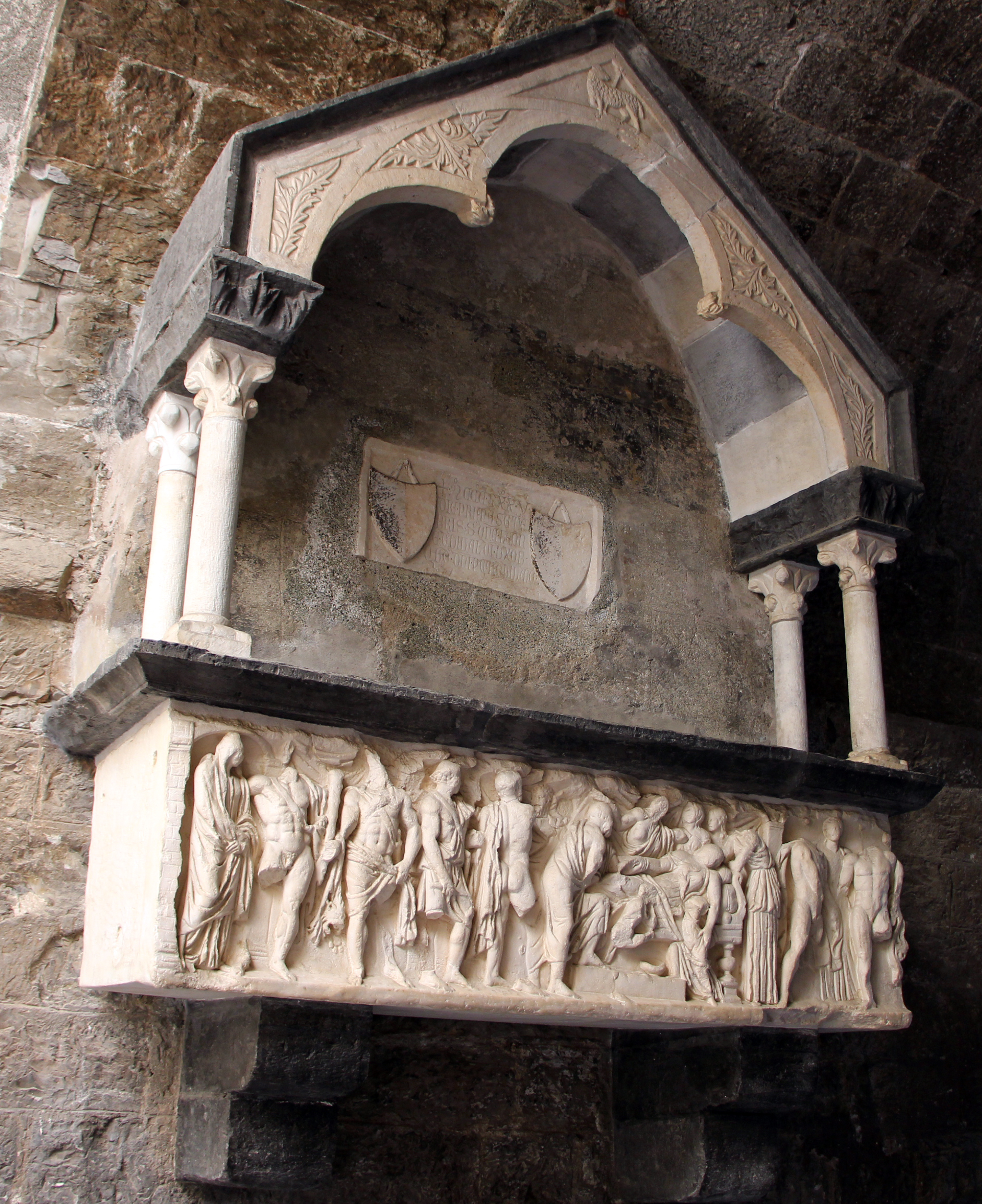
Calco del sarcofago del medico e alchimista Anselmo D'Incisa, sul retro della chiesa, in vico del campanile delle Vigne.

L'attuale prospetto principale della basilica, rimasto a lungo incompiuto, fu realizzato tra il 1841 e il 1848. Di tardo stile neoclassico, è l'opera più importante di Ippolito Cremona. L'architetto, venuto a mancare prima dell'ultimazione dei lavori, era riuscito ad integrare armonicamente le colonne rinascimentali già esistenti con il motivo del doppio timpano.
Il portale quattrocentesco sul lato destro della chiesa è sormontato da statue attribuite a Donato Rodari e Giovanni Gaggini; l'affresco nella lunetta, raffigurante la Madonna col Bambino e San Giovannino che offre un grappolo d'uva è opera di Domenico Piola (fine XVII secolo). Sul fianco sinistro della chiesa, sotto l'arcone che attraversa la base del campanile, si trova una tomba ad arcosolio risalente al 1304: si tratta del sepolcro di Anselmo d'Incisa, chirurgo e medico del papa Bonifacio VIII e del re di Francia Filippo il Bello; per essa venne reimpiegato un sarcofago del II secolo sul quale è raffigurata la storia di Alcesti (o la Morte di Fedra, secondo altri); l'originale del sarcofago è oggi conservato al Museo Diocesano, mentre una copia ha sostituito quello nella via.

### Interno

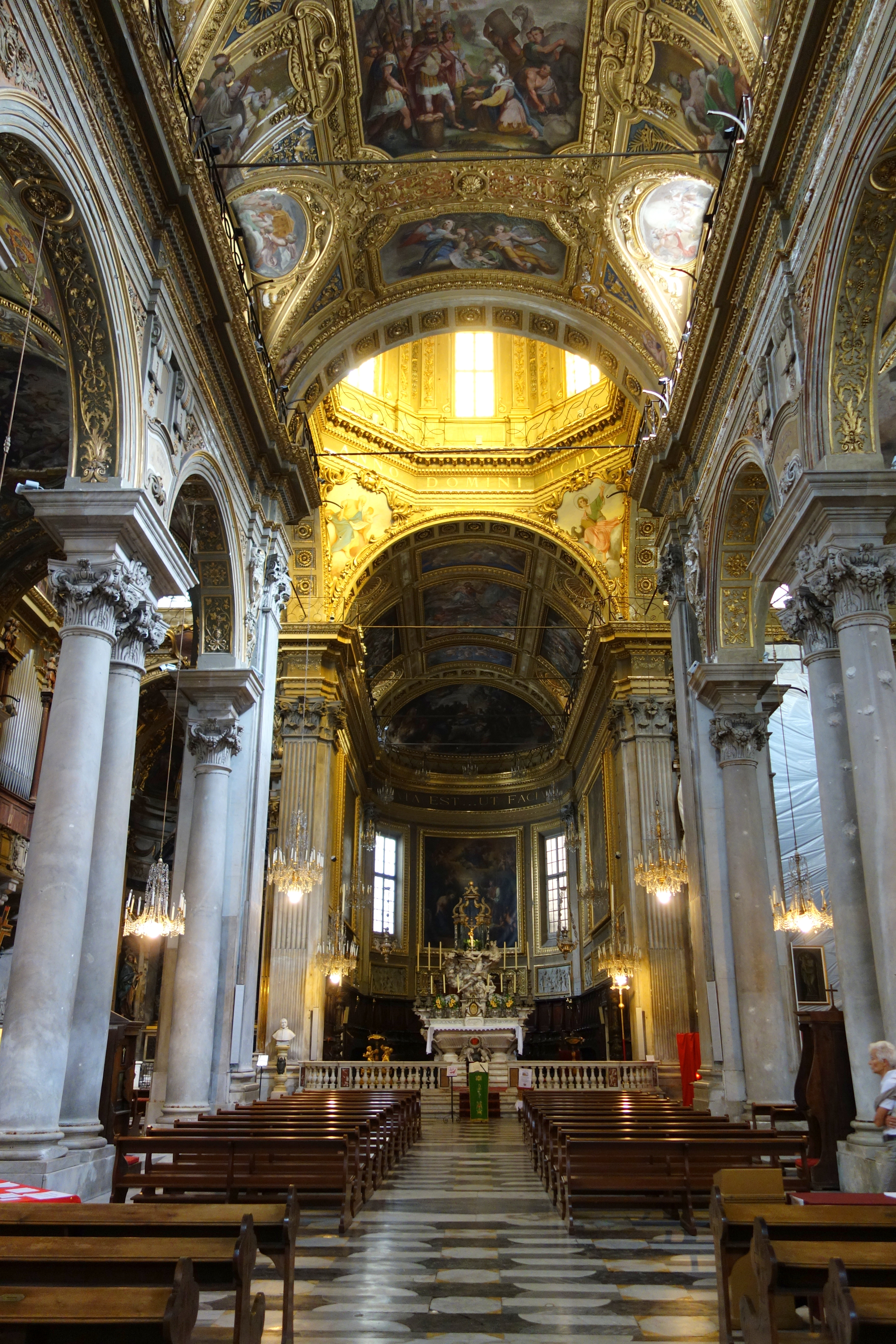
Veduta dell'interno.

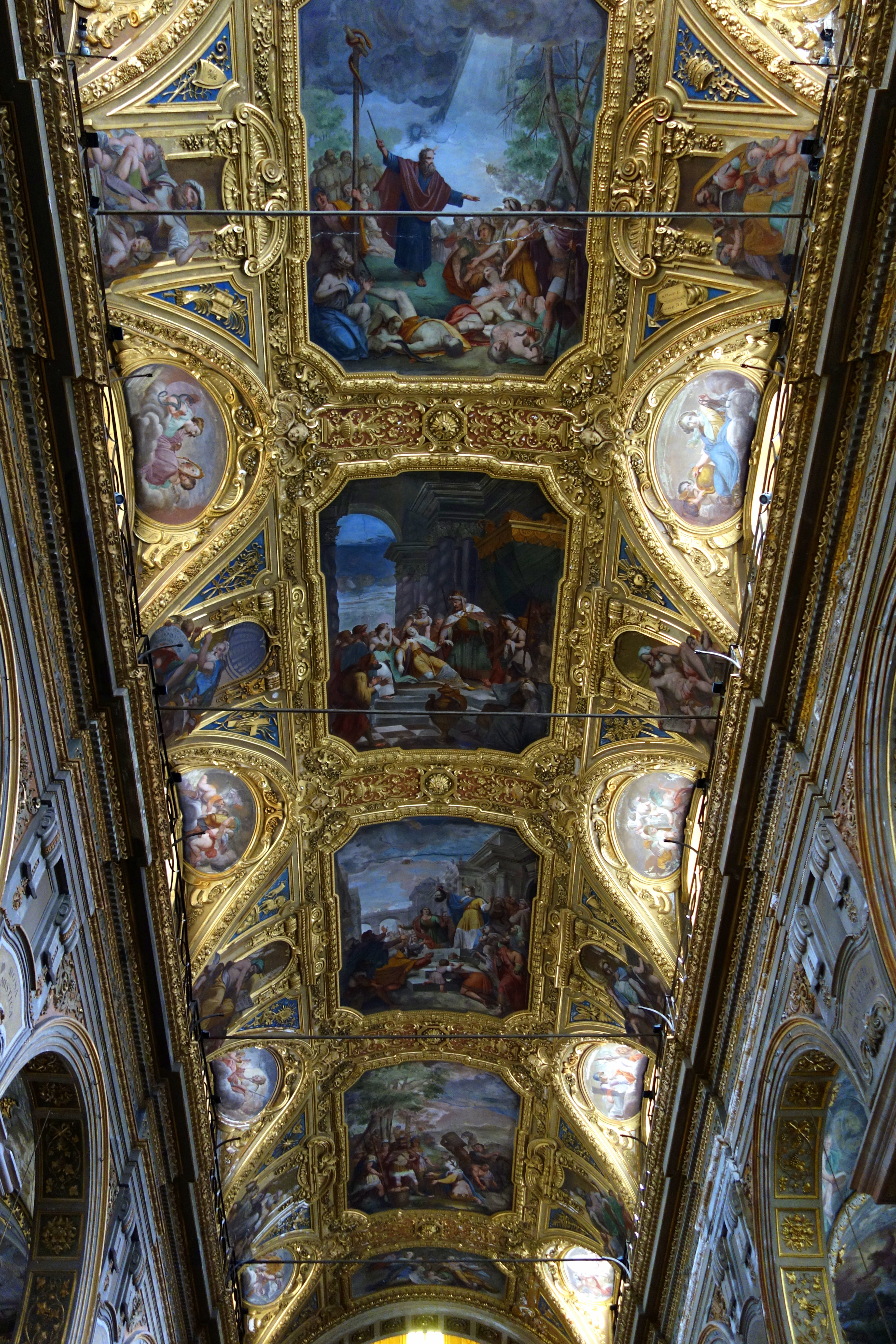
La volta della navata centrale.

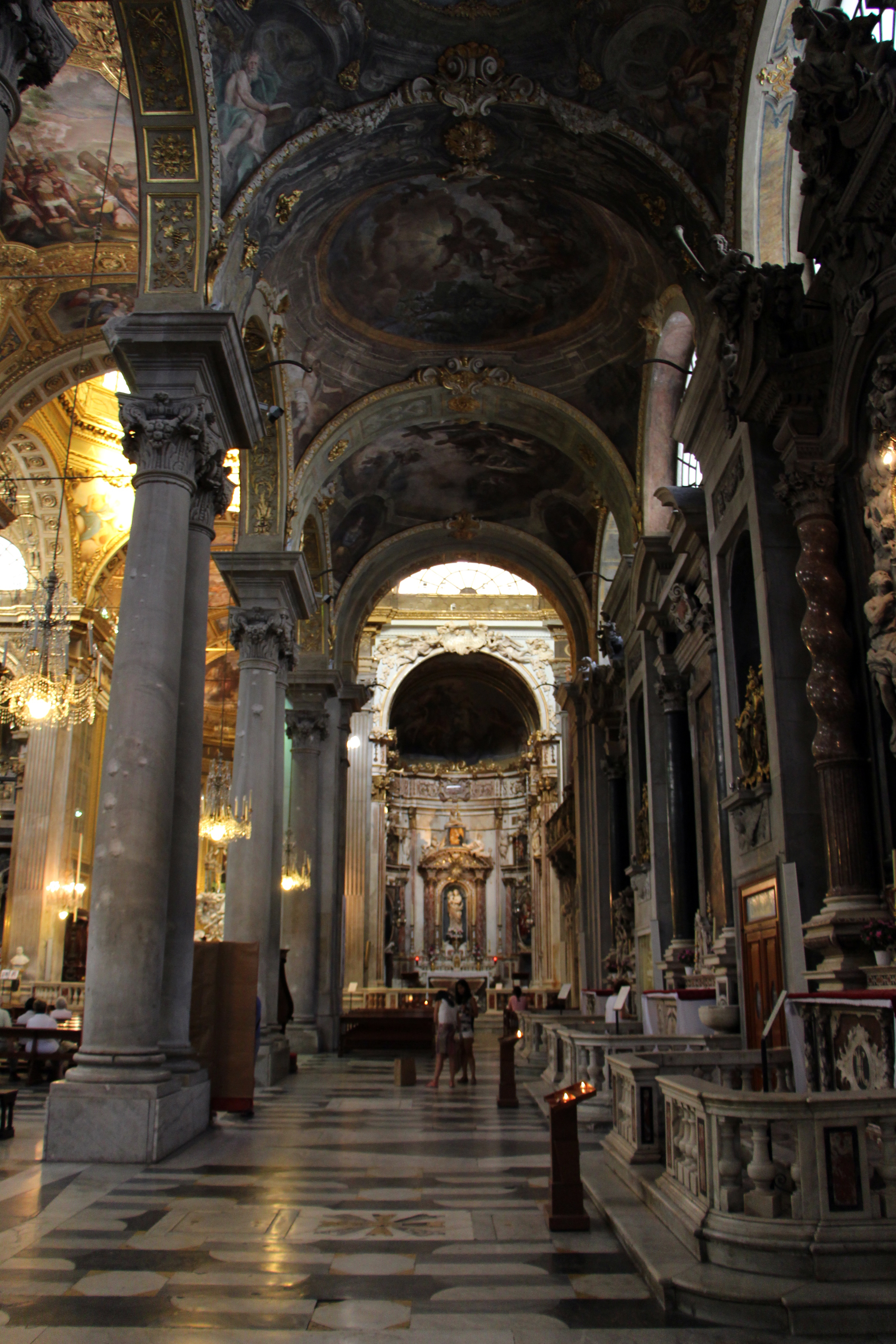
La navata destra.

Costruita come basilica romanica a tre navate aveva il tetto a capriate a vista, il transetto poco sporgente con tiburio ottagonale e tre absidi semicircolari. 
In origine la navata centrale era separata da quelle laterali mediante una serie di otto colonne per lato, sopra le quali correva un finto matroneo composto da una fila di trifore affiancate.
Con la riedificazione seicentesca è stato eliminato il forte dislivello nell'altezza delle navate, alzando la copertura di quelle laterali e realizzando la volta a botte della navata centrale sotto a quella originaria a capriate.
La sostituzione del sistema a otto colonne del tempio romanico con quattro colonne marmoree binate di maggiore altezza e la conseguente riduzione degli intercolumni da nove a cinque ha totalmente annullato il senso della spazialità romanica. L'apertura di finestroni e la costruzione della cupola a base ottagona, che ha sostituito il tiburio, hanno determinato una differente distribuzione delle fonti di luce facendo assumere al tempio la struttura di unica grande aula in cui gli spazi laterali e quelli centrali sono pressoché privi di stacco.
Gli affreschi nelle volte, ad eccezione di quello nella volta del presbiterio, raffigurante la Gloria di Maria, opera del 1612 di Lazzaro Tavarone, furono realizzati solo tra il XVIII (Giuseppe Palmieri e Paolo Gerolamo Brusco) e il XIX secolo (Giuseppe Paganelli, Santino Tagliafichi e Giuseppe Passano).
Sull'altare maggiore, ultimo lavoro di Giacomo Antonio Ponsonelli (1730) su disegno di Pierre Puget, è posta una statua della Madonna, sorretta da figure d'angeli, dello stesso artista.
Nel presbiterio si trovano alcuni dipinti settecenteschi: Natività della Vergine di Giuseppe Cades (dipinto a Roma nel 1784, in origine destinato alla chiesa di San Carlo al Corso), Presentazione della Vergine di Giovanni David (1785) e Annunciazione di Carlo Giuseppe Ratti (1787).
Nella controfacciata, sopra il portale d'ingresso principale, Cenacolo, dipinto di inizio XVII secolo di Simone Balli, proveniente dallo scomparso oratorio di San Giacomo delle Fucine; ai lati del portone d'ingresso, sulla destra è un gruppo scultoreo raffigurante Cristo e San Pietro, di Michele Sansebastiano (1896), sulla sinistra il fonte battesimale, con statue raffiguranti il Battesimo di Gesù (1697), di Anton Domenico Parodi (1644-1703).
Lungo la navata centrale, dipinto di Francesco da Pavia, raffigurante Santa Caterina d'Alessandria, scomparto centrale di un polittico disperso databile tra il 1476 ed il 1494.

#### Altari laterali
Lungo ciascuna delle navate laterali si trovano cinque altari riccamente decorati e un pregevole corredo di opere d'arte. Due cappelle (cappella del Crocifisso e cappella della Vergine) chiudono sul fondo le due navate facendo da corona all'altare maggiore. Gli altari laterali sono intitolati a note famiglie genovesi dell'epoca (specificatamente quelle dei de Fornari e dei Casoni), alla colonia dei Greci residenti a Genova ed a corporazioni delle arti e mestieri attive nella Genova medioevale, come quella degli Orefici (la via Orefici, una delle più note vie del centro storico genovese, si trova a poca distanza dalla chiesa) e della Società dei Corrieri.

##### Altari di destra
- Primo altare (famiglia de Fornari), è dedicato a San Leonardo, con una tavola di Domenico Parodi, raffigurante la Madonna con i Santi Leonardo e Stefano (inizio del XVIII secolo).[6][9]
- Secondo altare (Società dei Corrieri), con un dipinto raffigurante l'Annunciazione di Giovanni Andrea Carlone (1690 circa). Fra il primo e il secondo altare si trova la supposta colonna della chiesa romanica con l'immagine della "Madonna della Vita", risalente all'inizio del XIV secolo.[6][9]
- Terzo altare (dei Greci), con rilievo in marmo (1670 circa) con i Santi Giovanni Battista e Rocco che intercedono per le anime del Purgatorio, di Daniello Solaro, allievo del Puget e Madonna col Bambino e angeli, attribuita a Giovanni Mazone (circa 1465), che faceva parte del corredo pittorico della chiesa romanica.[6][9]
- Quarto altare: dipinto di Gregorio De Ferrari raffigurante San Michele (circa 1680).[6]
- Quinto altare (Università dei Servitori), è dedicato alla Pietà, con un grande tabernacolo in marmo e un dipinto di Domenico Piola, raffigurante il Trionfo della Croce (circa 1690).[6][9][18]
- Sesto altare: collocato nella cappella posta in capo alla navata destra, è dedicato alla Madonna delle Vigne; vi è collocato un piccolo dipinto, risalente alla fine del Trecento e attribuito al senese Taddeo di Bartolo, raffigurante la Madonna col Bambino. Sotto a questa tavola si trova la statua dello stesso soggetto, scolpita da Giovanni Battista e Tommaso Orsolino nel 1616 e al di sopra, statue raffiguranti le Virtù teologali, di Filippo Parodi (1661). La volta di questa cappella è affrescata da Domenico Piola (Immacolata Concezione e figure di profeti e Sibille). Alle pareti, dipinti ottocenteschi: Visita dei Magi (1819) e Apparizione di Cristo alla Madre (1820), di Santino Tagliafichi, Riposo durante la fuga in Egitto di Felice Vinelli (1820 circa), e Visitazione di Giuseppe Passano (1820 circa).[6][9][18]

##### Altari a sinistra
- Primo altare (famiglia Casoni): dipinto di G.B. Casoni, discepolo e cognato del Fiasella, raffigurante La Vergine con i Santi Lorenzo, Liborio e Filippo Neri (1681).[6][9][18]
- Secondo altare (degli Orefici): dipinto di Bernardo Castello raffigurante i Diecimila Crocifissi e santi (1580).[9] Nel quadro tra le figure dei santi primeggia quella di Sant'Eligio, patrono degli orafi.[7]
- Terzo altare: statua lignea del Maragliano raffigurante S. Antonio in gloria, proveniente dalla scomparsa chiesa di San Francesco di Castelletto.[7]
- Quarto altare: dipinto di Domenico Piola, (Visione di San Giovanni Evangelista, 1685).
- Quinto altare: dipinto di Carlo Giuseppe Ratti (Trinità e Santi, 1770).

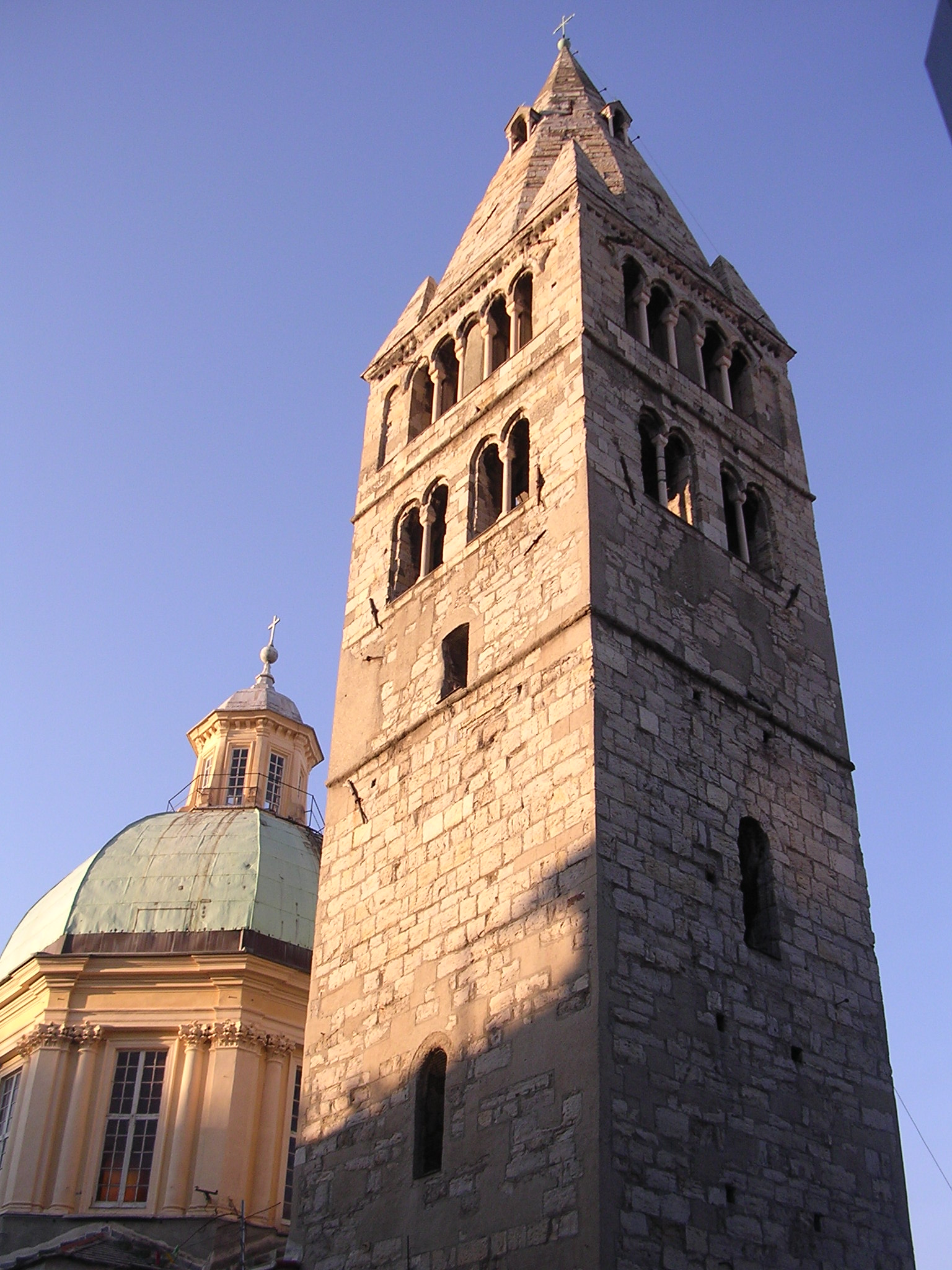
Il campanile romanico

- Sesto altare: posto nella cappella absidale in capo alla navata sinistra, è dedicato al SS. Crocifisso, e contiene un gruppo ligneo raffigurante il Crocifisso tra la Madonna e S. Giovanni Evangelista, della bottega del Maragliano. Gli affreschi della volta, raffiguranti i Misteri della Passione, opera del Tavarone, sono stati ridipinti nel Settecento. Due tavole ad olio, raffiguranti la Natività e la Salita al Calvario, sono tradizionalmente attribuite a Bartolomeo Guidobono.[6][9][18]

#### Organo a canne
L'organista Tiburzio de Fiechis nel 1504, rifece all'uso moderno il somiere dell'organo e adattò la tastiera, la canna maggiore e gli organetti morti.
Il grandioso organo, uno dei primissimi in cui venne applicata la trasmissione elettrica, costruito dalla "Pontificia Fabbrica d'organi" del Comm. Giovanni Tamburini di Crema, fu inaugurato il 2 gennaio 1916 da Marco Enrico Bossi. Suddiviso in quattro corpi (Grand'organo nel transetto di destra, Organo Espressivo nel transetto di sinistra, Organo corale alle spalle della console - a trasmissione pneumatica - in abside, Organo Solo-Eco in cupola), possiede 3 manuali di 58 tasti ed una pedaliera tedesca di 30 note che comanda circa 4.000 canne. Questo organo ingloba la fonica del precedente, costruito nel 1830 dai Fratelli Serassi di Bergamo.
È stato restaurato fra il 2019 ed il 2024 dalla Ditta organaria "F.lli Marin" di Lumarzo.
Dal 1998 è titolare dello strumento il M° Fabrizio Callai.

### Campanile
Il maestoso campanile in stile romanico-gotico, posto a cavallo della via tra i muri perimetrali della chiesa e il chiostro, è l'unica parte conservata intatta dal tempo della sua costruzione. La torre campanaria, che svetta al di sopra dei tetti del centro storico, ha base quadrata e culmina con una cuspide ottagonale con quattro pinnacoli agli angoli; costruita all'epoca dell'erezione in parrocchia della chiesa, intorno alla metà del XII secolo, è alta 40 m dal piano stradale all'ultima cornice e 56 m al culmine della cuspide; la base, aperta per consentire il transito stradale, poggia su massicci muri in pietra squadrata; la parte alta è alleggerita da eleganti coppie di bifore e pentafore. Particolare curioso che il vicolo passa all'interno della base.

### Chiostro

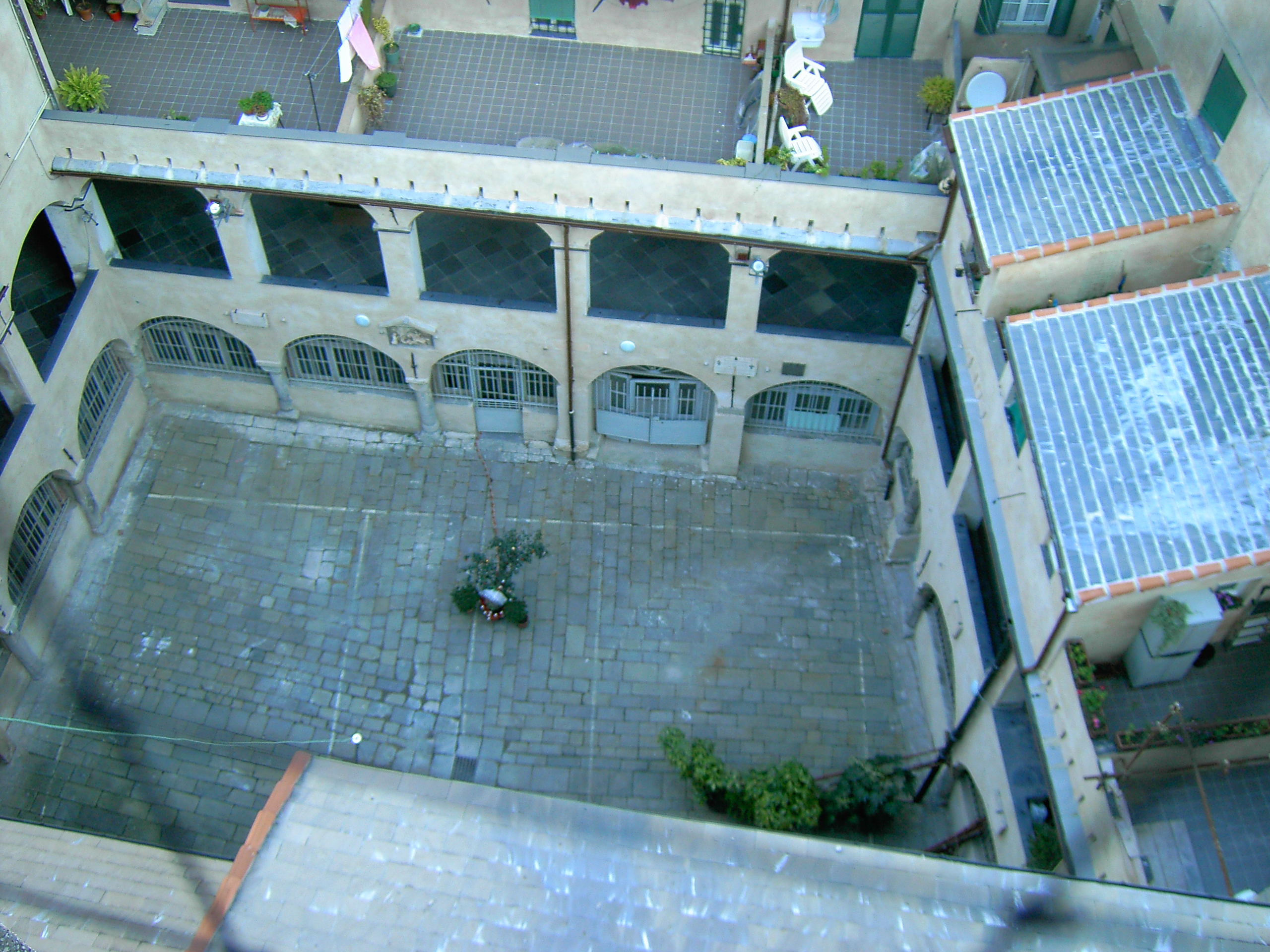
Il chiostro visto dal campanile

Il chiostro fu edificato, al pari di quello della vicina chiesa di San Siro, nella prima metà dell'XI secolo e come questo è articolato su due piani attorno ad un cortile quadrangolare di 17 metri per 13. Separato dalla chiesa, vi si accede dalla strada che la separa dal campanile, ma esiste anche un passaggio sopraelevato che lo collega direttamente alla chiesa attraverso la base del campanile. Sul cortile si affacciano le abitazioni dei canonici. Pur modificato nel tempo, ha conservato lo stile romanico ligure arcaico, ben evidenziato dalle robuste e tozze colonne in pietra nera e dai capitelli di forma cubica, nonché, sul lato affacciato sulla via, da una serie di archi a tutto sesto incorporati nello spessore dei muri, forse in origine tombe ad arcosolio.
Oggi nei locali affacciati sul chiostro sono ospitati un locale per conferenze e alcune sale per attività parrocchiali e ricreative, oltre ad alcune abitazioni destinate tuttora a dimora dei canonici.

## Persone legate alla basilica di S. Maria delle Vigne
Il 16 aprile 1815 papa Pio VII, rifugiatosi a Genova durante i Cento giorni di Napoleone, visitò la chiesa celebrandovi la messa.
Nel 1854 nella chiesa fu battezzato Giacomo Della Chiesa, il futuro papa Benedetto XV; vissuto fino a 21 anni nel palazzo di famiglia di salita S. Caterina, fu sempre particolarmente legato alla sua chiesa parrocchiale.
Il sacerdote genovese Francesco Maria Zunino, canonico della Chiesa di Santa Maria delle Vigne, fondò il 24 maggio 1830, col supporto di molti nobili genovesi, l'Associazione di Nostra Signora della Provvidenza per la Cura a Domicilio de' Poveri Infermi, che forniva cure e assistenza a domicilio per i malati poveri, anche di diverse fedi religiosi, con medicinali provenienti dalla farmacia dell'Ospedale di Pammatone.
Egli passando per Lione, nel 1827, ebbe modo di osservare un recente istituto, nato nel 1818, detto Dispensair (attualmente chiamato Fondation Dispensaire Général de Lyon), che aveva per oggetto la cura gratuita a domicilio dei malati indigenti. Colpito da una modalità innovativa di assistenza sanitaria  (e spinto pure dalla incipiente minaccia del colera che si stava diffondendo in Europa), ne volle istituire una simile nella propria città. 
Nella chiesa è sepolto il musicista Alessandro Stradella (1644-1682), che venne pugnalato a morte durante un suo soggiorno a Genova da due sicari, forse inviati per motivi passionali da un nobile veneziano.
Alla Basilica sono legate anche le personalità di suor Elisa Giuseppina Mezzana, cofondatrice delle Suore della divina volontà; la Beata Eugenia Ravasco, fondatrice delle Figlie dei Sacri Cuori di Gesù e Maria; la Beata Itala Mela, mistica e apologeta cristiana: il cardinale Gaetano Alimonda e Madre Rosa Gattorno, fondatrice delle Figlie di Sant'Anna e beatificata da Giovanni Paolo II nel 2000.

## Galleria d'immagini

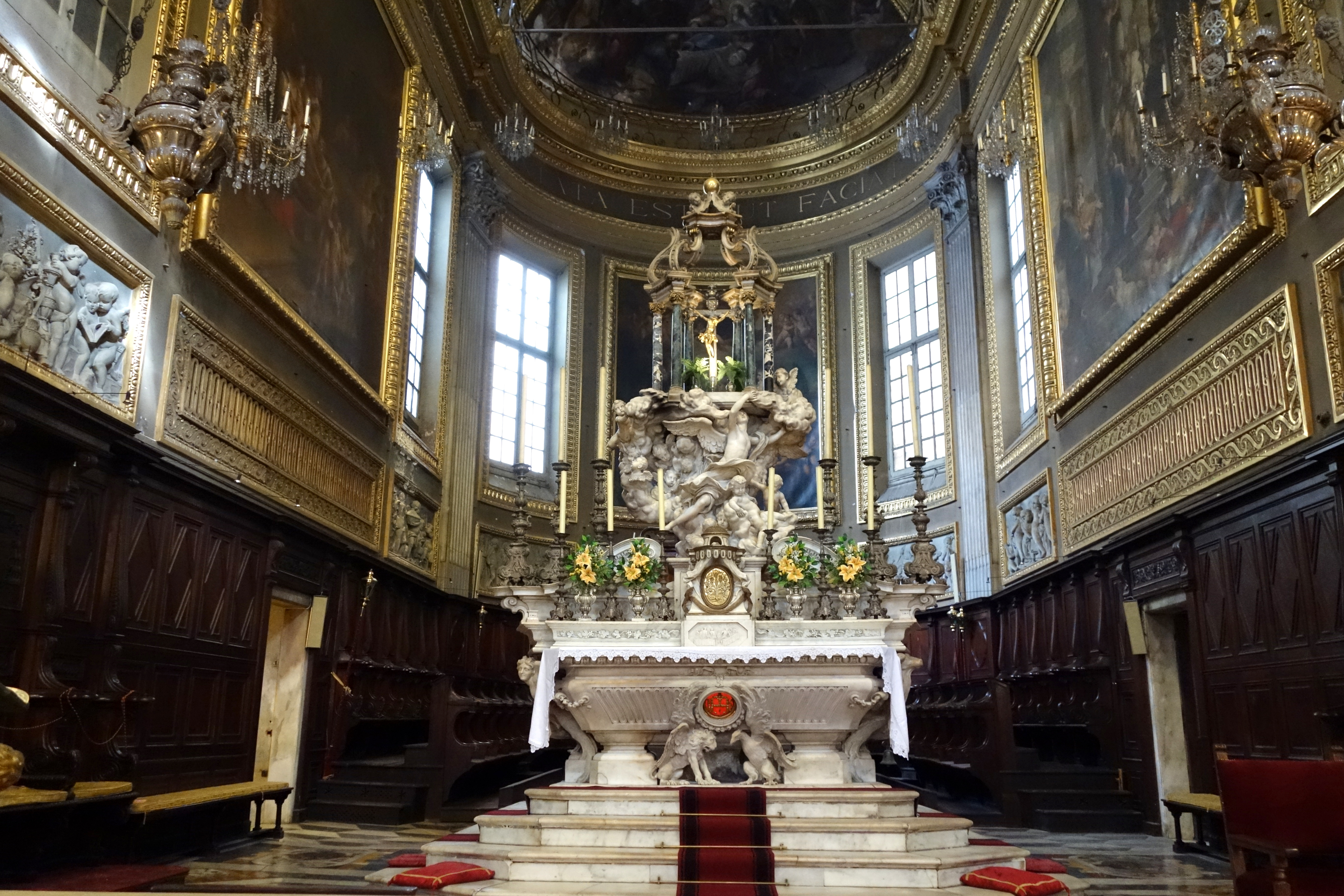
L'altar maggiore
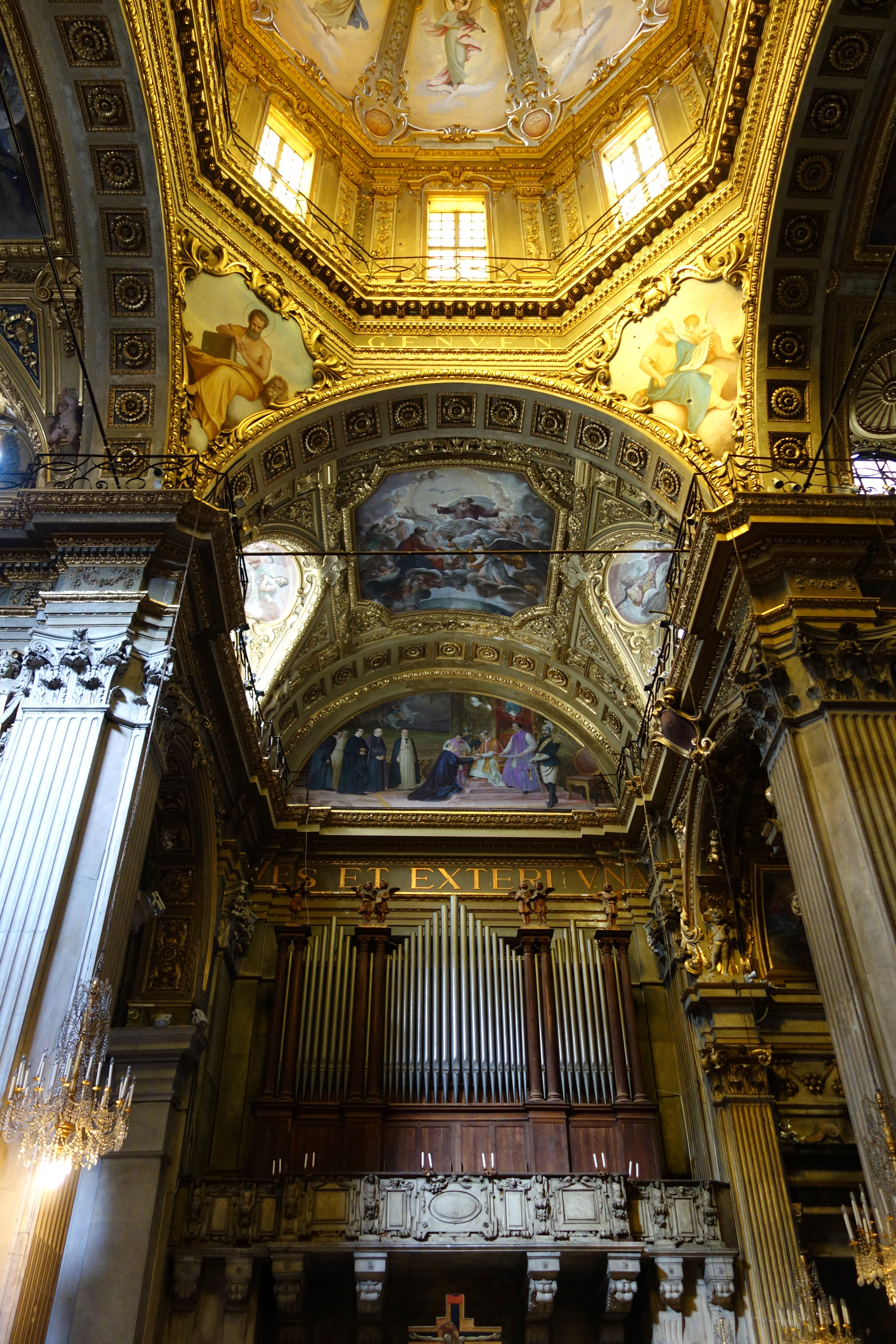
Organo
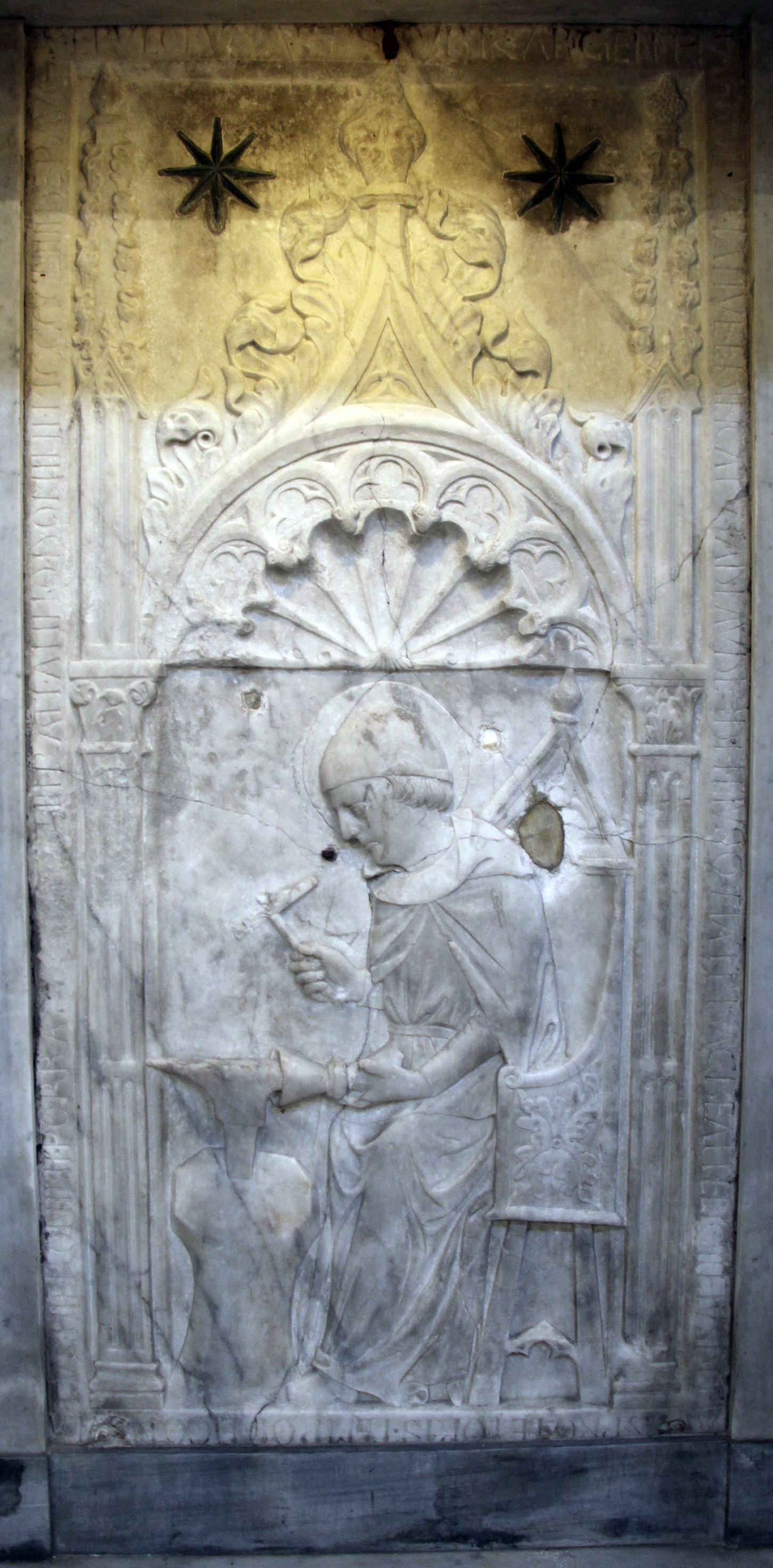
Lastra tombale della Corporazione degli orefici, 1459
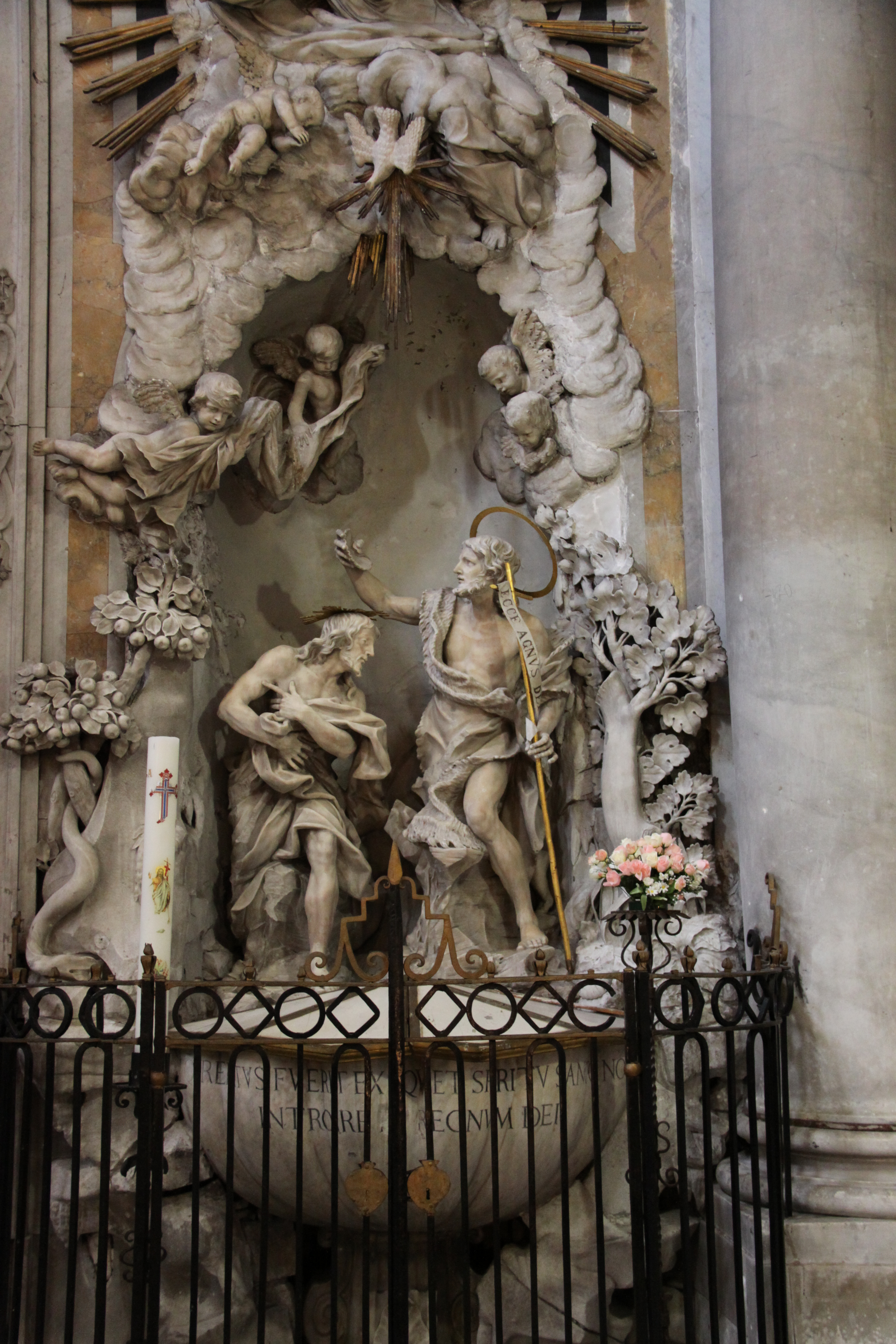
Gruppo scultoreo Battesimo di Gesù
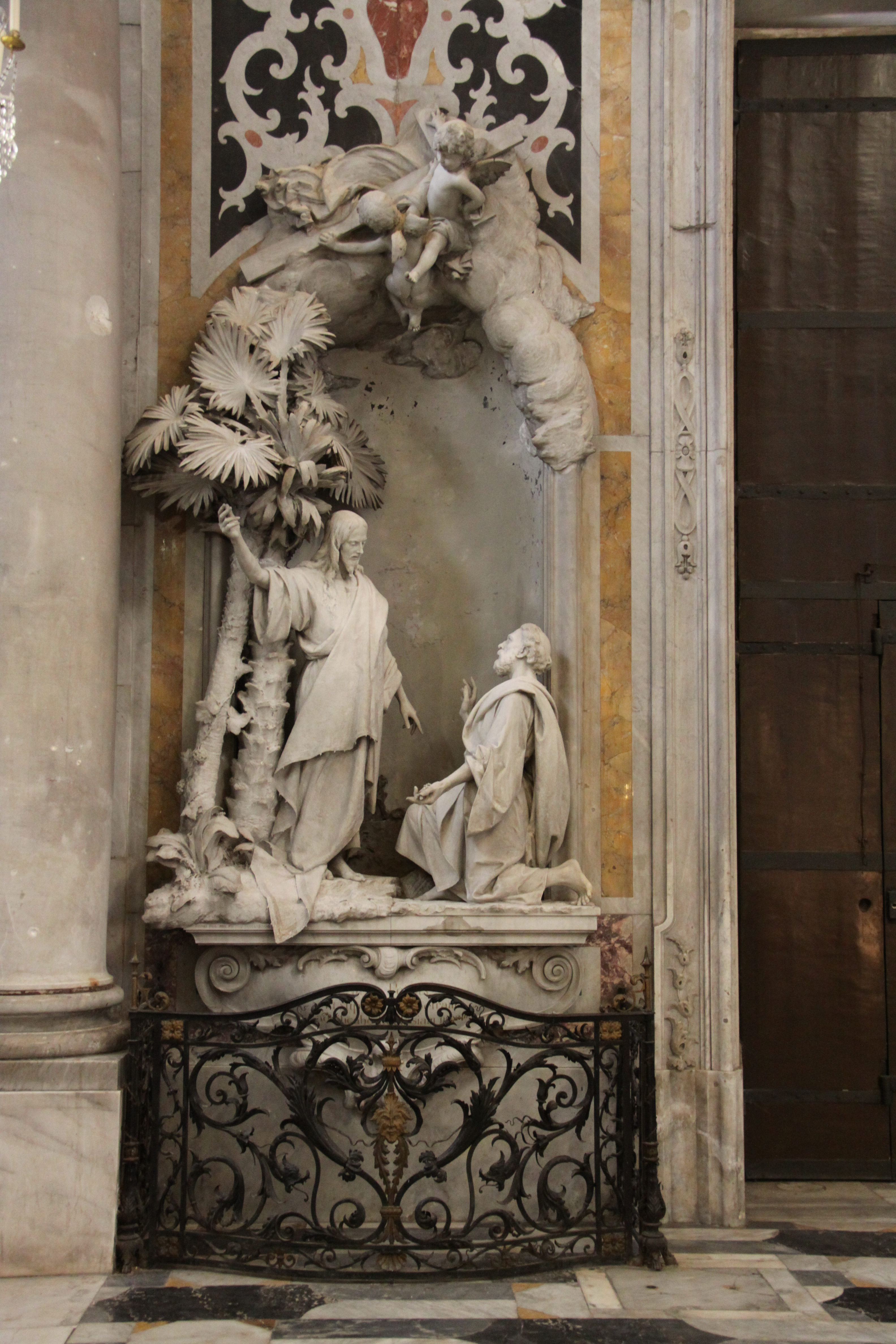
Gruppo scultoreo Cristo e San Pietro